# 최인창 (언론인)

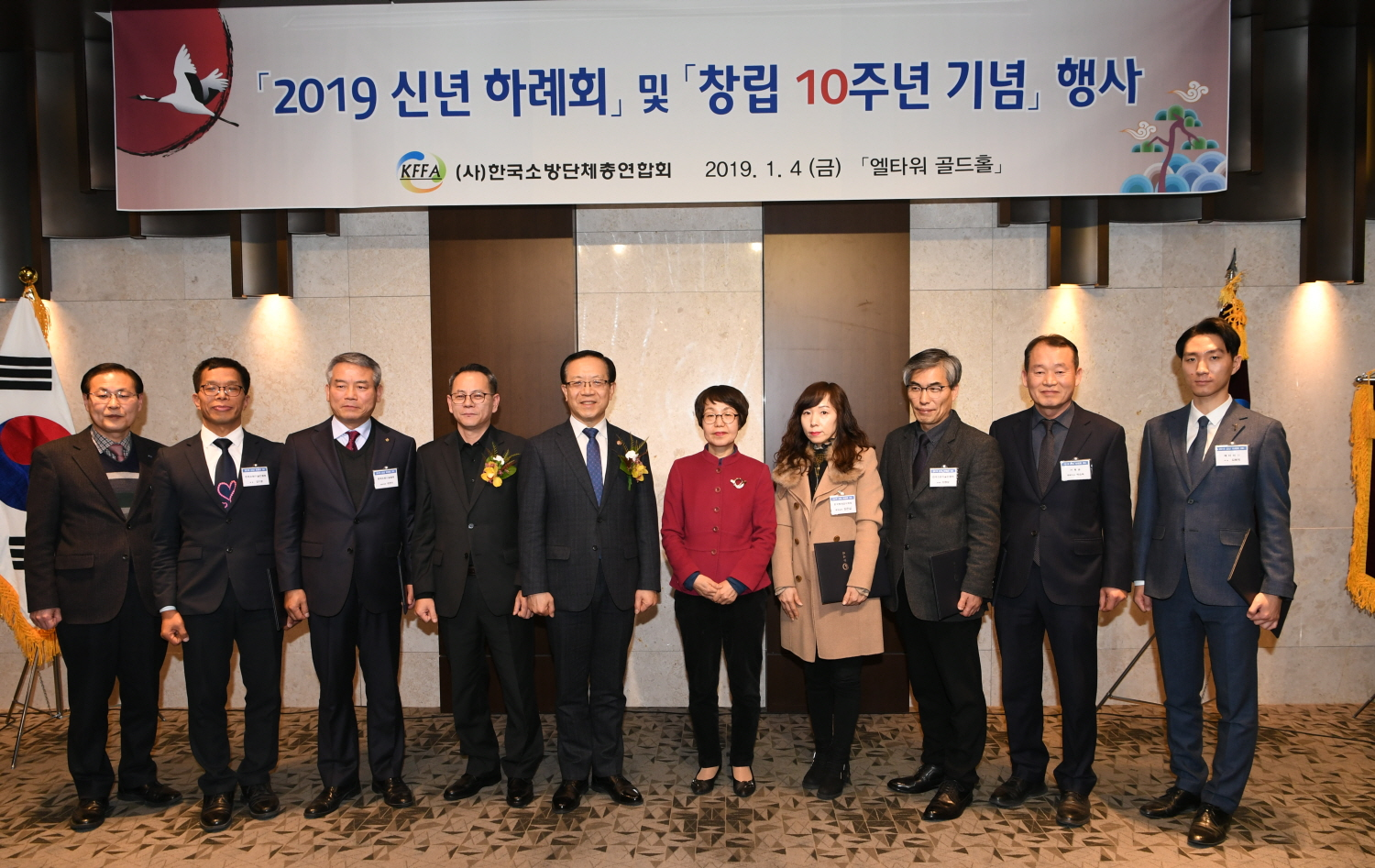
한국소방단체총연합회 신년하례회 (왼쪽 4번째)

최인창은 한국소방단체총연합회 총재를 역임한 대한민국의 언론인, 단체인이다.

## 생애
1989년 <소방2000년>이 창간될 때 기자로 입사하였다. 2019년 10월 더불어민주당 이재정 의원과 함께 소방안전특별위원회 공동위원장으로 임명되었다. 119안전복지사업단, 대한민국재향소방동우회 등을 설립하는데 기여하였다.